# WTA Challenger Series 2013
In der folgenden Tabelle werden die Turniere der professionellen Damentennis-Saison 2013 der WTA Challenger Series dargestellt.

## Turnierplan
| Datum  | Ort     | Turnier                                        | Preisgeld | Belag             | Sieger Einzel            | Sieger Doppel                         |
| ------ | ------- | ---------------------------------------------- | --------- | ----------------- | ------------------------ | ------------------------------------- |
| 11.02. | Cali    | Bionaire Cup                                   | $125.000  | Sandplatz         | Lara Arruabarrena Vecino | Catalina Castaño Mariana Duque Mariño |
| 05.08. | Suzhou  | Caoxijiu Suzhou Ladies Open                    | $125.000  | Hartplatz         | Shahar Peer              | Tímea Babos Michaëlla Krajicek        |
| 22.09. | Ningbo  | Yinzhou Bank International Women’s Tennis Open | $125.000  | Hartplatz         | Bojana Jovanovski        | Chan Yung-jan Zhang Shuai             |
| 28.10. | Nanjing | Nanjing Ladies Open                            | $125.000  | Hartplatz         | Zhang Shuai              | Misaki Doi Xu Yifan                   |
| 04.11. | Taipeh  | OEC Taipei WTA Ladies Open                     | $125.000  | Hartplatz (Halle) | Alison Van Uytvanck      | Caroline Garcia Jaroslawa Schwedowa   |

## Turniersieger

### Einzel
| Rang | Spieler                  | Siege | Hartplatz | Sand | Freiplatz | Halle |
| ---- | ------------------------ | ----- | --------- | ---- | --------- | ----- |
| 1.   | Lara Arruabarrena Vecino | 1     |           | 1    | 1         |       |
| 1.   | Shahar Peer              | 1     | 1         |      | 1         |       |
| 1.   | Bojana Jovanovski        | 1     | 1         |      | 1         |       |
| 1.   | Zhang Shuai              | 1     | 1         |      | 1         |       |
| 1.   | Alison Van Uytvanck      | 1     | 1         |      |           | 1     |

### Doppel
| Rang | Spieler              | Siege | Hartplatz | Sand | Freiplatz | Halle |
| ---- | -------------------- | ----- | --------- | ---- | --------- | ----- |
| 1.   | Catalina Castaño     | 1     |           | 1    | 1         |       |
| 1.   | Mariana Duque Mariño | 1     |           | 1    | 1         |       |
| 1.   | Tímea Babos          | 1     | 1         |      | 1         |       |
| 1.   | Michaëlla Krajicek   | 1     | 1         |      | 1         |       |
| 1.   | Chan Yung-jan        | 1     | 1         |      | 1         |       |
| 1.   | Zhang Shuai          | 1     | 1         |      | 1         |       |
| 1.   | Misaki Doi           | 1     | 1         |      | 1         |       |
| 1.   | Xu Yifan             | 1     | 1         |      | 1         |       |
| 1.   | Caroline Garcia      | 1     | 1         |      |           | 1     |
| 1.   | Jaroslawa Schwedowa  | 1     | 1         |      |           | 1     |